# ماوريسيو أرويو
ماوريسيو أرويو (بالإسبانية: Mauricio Arroyo)‏ (18 سبتمبر 1990 ببوغوتا في كولومبيا - ) هو لاعب كرة قدم كولومبي في مركز الوسط. لعب مع إنديبندينتي ميديلين وخيمناستيك طركونة وريال قرطاجنة.

## وصلات خارجية
- ماوريسيو أرويو على موقع قاعدة بيانات كرة القدم.إي يو (الإنجليزية)
- ماوريسيو أرويو على موقع قاعدة بيانات كرة القدم.إي يو (الإنجليزية)